# Dionysus (bài hát)
"Dionysus" là một bài hát của nhóm nhạc nam Hàn Quốc BTS. Nó được phát hành dưới dạng kỹ thuật số vào ngày 12 tháng 4 năm 2019, như một phần của mini album Map of the Soul: Persona.

## Bối cảnh và phát hành
Big Hit Entertainment đã giới thiệu tên bài hát khi họ đăng một đoạn mô tả ngắn về Dionysus trên trang web chính thức của mình. Sau đó, nó đã trở thành xu hướng trên Twitter toàn cầu. Bài hát đã được thông báo nằm trong danh sách bài hát của album Map of the Soul: Persona một vài ngày trước khi phát hành vào ngày 12 tháng 4 năm 2019. Bài hát cũng được gợi ý khi các hình ảnh teaser của nhóm được phát hành với sự xuất hiện của những chùm nho.

## Quảng bá
BTS đã quảng bá bài hát tại Hàn Quốc trên các chương trình âm nhạc Inkigayo, Show! Music Core, Music Bank và M Countdown. BTS đã biểu diễn bài hát với quy mô lớn tại lễ trao giải Melon Music Awards năm 2019 và Mnet Asian Music Awards năm 2019, nơi nhóm đã giành được tất cả các giải thưởng Daesang. Bài hát cũng đã được biểu diễn tại SBS Gayo Daejeon năm 2019 và KBS Song Festival năm 2019.

## Sáng tác và lời bài hát
Trong một thông cáo báo chí, RM đã mô tả bài hát là "niềm vui và nỗi đau khi tạo ra một thứ gì đó" và "một bài hát trung thực". Nó được đặt theo tên của vị thần rượu nho Dionysos trong thần Hy Lạp. Nó thuộc thể loại rap rock, synth pop và hip hop và bao gồm nhiều đoạn hook, một đoạn bẫy, một đoạn điệp khúc kết thúc có tốc độ gấp đôi của trống và có tính năng "rock adlibs" của Jin trong xuyên suốt bài hát.
Về lời bài hát, bài hát nói về ngôi sao, di sản và tính toàn vẹn nghệ thuật của họ. Một số sắc thái có thể khó hiểu vì cách chơi chữ bị mất trong bản dịch. Nhìn bề ngoài, nó có vẻ giống như một bài hát tiệc tùng với nhóm đồng thanh "Uống, uống, uống!" ở những khoảng thời gian khác nhau, nhưng thực tế, lời bài hát kêu gọi sự say sưa với nghệ thuật, trong quá trình sáng tạo. Trong khi "alcohol" ("rượu") trong tiếng Hàn là "술", "art" ("nghệ thuật") trong tiếng Hàn là "예술". Ngoài ra, nhìn sâu hơn vào lời bài hát, nó cho thấy sự phản ánh của bản thân chẳng hạn như khi Suga đọc rap, "Điều gì quan trọng nếu tôi là một thần tượng hay một nghệ sĩ?" Nó liên kết trở lại với bài hát "Idol" trước đó của nhóm khi đặt ra những câu hỏi tương tự."

## Đón nhận
Jason Lipshutz của Billboard gọi bài hát này là "bài hát kỳ lạ nhất mà BTS từng phát hành" và là "điềm báo trước". Jess Lau từ The 405 gọi "Dionysus" là "đĩa đơn thực sự nổi bật" và "tràn đầy khí chất và sự tự tin". Trong bài đánh giá "50 album hay nhất năm 2019", NME ca ngợi "Giọng falsetto của Jin trong phân đoạn cuối cùng của Dionysus" là "Khoảnh khắc xuất sắc nhất" trong album.